# Cornu (okręg Alba)
Cornu (węg. Kornujalja) – wieś w Rumunii, w okręgu Alba, w gminie Bucerdea Grânoasă. W 2011 roku liczyła 8 mieszkańców.